# I due Figaro (Carafa)
I due Figaro o sia Il soggetto di una commedia ist eine Oper in zwei Akten von Michele Carafa (Musik) mit einem Libretto von Felice Romani nach dem Theaterstück Les deux Figaro von Honoré-Francois Richaud („Martelly“). Sie wurde am 6. Juni 1820 im Teatro alla Scala in Mailand uraufgeführt.

## Handlung
Die Oper spielt zwölf Jahre nach Figaros Hochzeit mit Susanna. Die handelnden Personen haben sich mittlerweile charakterlich deutlich verändert. Die Gräfin ist mit der Tochter Inez aus dem Schloss ihres Mannes ausgezogen, und auch Figaro und Susanna zeigen keine Liebe mehr füreinander. Figaro ist völlig skrupellos geworden und interessiert sich nur noch für Geld. Cherubino dagegen ist nach seiner Militärzeit zu einem selbstbewussten Mann herangewachsen. Er liebt Inez. Um unerkannt in ihre Nähe zu kommen und ihr beistehen zu können, bewirbt er sich unter dem Namen Figaro mit einem angeblichen Empfehlungsschreiben Cherubinos beim Grafen um eine Stellung. Der echte Figaro hat den Grafen allerdings davon überzeugt, Inez einem gewissen Don Alvaro zur Frau zu geben. Dieser ist in Wirklichkeit nur ein einfacher Stallknecht namens Torribio und hat Figaro als Gegenleistung für seine Vermittlung die Hälfte der Mitgift versprochen. Eine weitere neue Gestalt ist der Dichter Plagio (‚Plagiat‘), dem Figaro versichert hat, er werde hier ein gutes Sujet für seine neue Komödie finden. Damit ist natürlich der Betrug an dem Grafen und dessen Tochter gemeint, den Figaro mit Plagios Hilfe literarisch verewigen will. Susanna und die Gräfin unterstützen Inez bei ihren Bemühungen, die unerwünschte Zwangsheirat zu verhindern.

### Erster Akt
Park vor dem Schloss des Grafen von Almaviva; auf einer Seite eine große Tür mit dem mit Blumen umkränzten gräflichen Wappen; auf der anderen Seite ein großer Bogen, der zu einer mit Girlanden geschmückten Allee führt
Szene 1. Während einige Dorfbewohner letzte Hand an den Schmuck legen, feiern die Vasallen des Grafen zusammen mit Bauernmädchen die Rückkehr der Gräfin und ihrer Tochter Inez, deren Hochzeit mit Don Alvaro bevorsteht (Chor: „Compagni, al suon dei pifferi“).
Szene 2. Don Alvaro und der Dichter Plagio treffen ein. Während die beiden auf Figaro warten, erläutern sie in Selbstgesprächen ihre Pläne und Absichten.
Szene 3. Figaro begrüßt seine Freunde (Aria d’Introduzione: „Bravi amici, va benone“) und prahlt mit seinem Einfallsreichtum.
Szene 4. Figaro erklärt Plagio, worauf er zu achten habe.
Szene 5. Der Graf kommt mit einem Brief, in dem er aufmerksam liest, aus dem Schloss. Er vertraut darauf, dass Figaro den richtigen Bräutigam für seine Tochter gefunden hat. Kurze Zweifel, ob Inez diesen auch akzeptieren werde, wischt er beiseite, da sich Gefühle sowieso im Lauf der Zeit ändern. Er erinnert sich in diesem Zusammenhang an seine längst vergangene Liebe zu Rosina, der Gräfin (Cavatine: „Che mai giova al nostro bene“). Figaro lässt sich von ihm noch einmal versichern, dass er bei seiner Entscheidung bleibe. Er weist den Grafen geschickt auf ein „Laster“ Don Alvaros hin: er sei zu großzügig. Das nimmt Almaviva nur noch mehr für ihn ein.
Szene 6. Figaro macht sich über die Leichtgläubigkeit des Grafen lustig.
Szene 7. Die Gräfin, Inez und Susanna treffen ein und werden vom Chor fröhlich willkommen geheißen (Chor: „Benvenuto le nostre padronee“). Die drei haben untereinander längst beschlossen, die Hochzeit zu verhindern (Terzett: „Esser tratto nel castello“). Sie erwarten in Kürze die Ankunft von Inez’ Geliebtem Cherubino.
Szene 8. Figaro versucht, Susanna zur Begrüßung zu umarmen. Sie weist ihn zurück. Inez’ erklärt, dass sie lieber sterben wolle als einen unbekannten Mann, den sie nicht liebe, zu heiraten. Der Graf beharrt jedoch auf seiner Entscheidung.
Szene 9. Ein Diener führt den verkleideten Cherubino herein, der dem Grafen ein Empfehlungsschreiben seiner selbst überreicht und um eine Anstellung als Diener bittet (Cavatine: „Un gentile colonello“). Er nennt sich Figaro, was dem echten Figaro gar nicht gefällt. Trotzdem nimmt ihn der Graf in seine Dienste.
Szene 10. Figaro triumphiert erneut, und Plagio freut sich über den schon fast fertig konzipierten ersten Akt seiner Komödie. Der Stoff erscheint ihm aber noch zu dürftig. Vor dem zweiten Akt muss irgendetwas Spannendes geschehen.
Innenhof des Schlosses
Szene 11. Cherubino ist erleichtert, dass Figaro ihn nach seiner langen Abwesenheit nicht wiedererkannt hat. Inez kommt hinzu, und die beiden können sich in die Arme schließen (Duett: „Sei troppo facile a spaventarti“). Inez sorgt sich über ihre Zukunft.
Szene 12. Figaro belauscht die beiden und erfährt, dass Cherubino ihn mit seinen eigenen Waffen schlagen will. Er eilt fort, um den Grafen zu informieren. Inez bemerkt das. Sie befürchtet, jetzt sei alles verloren. Cherubino beruhigt sie: Solange Figaro seine Identität nicht kennt, können sie die Situation noch retten.
Szene 13. Als er Figaro und den Grafen kommen sieht, tut Cherubino so, als würde er Inez von der Richtigkeit der Pläne ihres Vaters überzeugen wollen (Quartett: „No, signore: chiaro e tondo“). Der Graf glaubt dies, lobt Cherubino für seine Treue und fordert Figaro auf, sich daran ein Beispiel zu nehmen.
Szene 14. Figaro fragt sich, wer hinter seinem neuen Kontrahenten stecken könnte (Rezitativ: „Figaro!… Ti risveglia“). Plagio informiert ihn darüber, dass der Notar eingetroffen sei und erfährt bei dieser Gelegenheit erfreut von den neuen Komplikationen. Er glaubt, dass der neue Diener ein Liebhaber Inez’ sein könnte.
Garten im Schloss des Grafen mit Lauben
Szene 15. Inez trifft sich mit Susanna, um ihr weiteres Vorgehen gegen Figaro zu besprechen (Finale: „Né Susanna!… Né il mio bene!“).
Szene 16. Figaro erzählt dem Grafen von seinem Verdacht. Die beiden gehen in eine der Lauben, um die Lage zu beobachten.
Szene 17. Cherubino und Susanna machen sich über Figaro und den Grafen lustig, ohne zu bemerken, dass sie von den beiden belauscht werden. Der Graf ruft seine Leute herbei, während Figaro Cherubino festhält.
Szene 18. Zusammen mit den Dienern erscheinen auch die Gräfin und Inez. Als der Graf Cherubino öffentlich zur Rede stellen will, erklärt dieser, er habe sich mit Susanna getroffen, um ihr seine Liebe zu erklären. Figaro ist gedemütigt. Nach einem Augenblick der Bestürzung fangen die anderen an, ihn auszulachen.

### Zweiter Akt
Park wie im ersten Akt
Szene 1. Die Dorfbewohner und Bauernmädchen schwatzen eifrig über das Geschehen (Chor: „L’avventura è singolare“). Einige befürchten Ärger, falls der Graf das mitbekommen sollte. Sie streiten.
Szene 2. Plagio hört den Leuten begeistert zu, um noch mehr Theaterstoff zu finden. Er spricht einige von ihnen an, bis sie davonlaufen.
Szene 3. Susanna macht es nichts aus, dass die anderen über sie lachen. Für sie zählt nur der glückliche Ausgang der Geschichte.
Szene 4. Figaro versucht mit verschiedenen Tricks, seine Frau dazu zu bringen, ihm den wahren Namen des anderen Figaro zu nennen. Die Auseinandersetzung eskaliert immer mehr (Duett/Terzett: „In quegli occhi, o bricconcella“), …
Szene 5. … bis Plagio hereinplatzt und Figaro mit seinem Enthusiasmus ganz aus dem Konzept bringt. Susanna lacht auf, und Figaro richtet seinen Zorn nun gegen Plagio.
Szene 6. Plagio beruhigt sich nach diesem Schrecken schnell wieder.
Als Garderobe dienendes Vorzimmer zu Susannas Gemächern; Wandschränke zu beiden Seiten; in einem davon ein Kleiderständer mit einem Mantel und einem Hut
Szene 7. Susanna und Inez treten zügig ein und schließen die Tür hinter sich. Wenig später erscheint auch Cherubino. Das konspirative Treffen wird jedoch schnell durch ein Klopfen an der Tür unterbrochen. Es ist Figaro. Nach einem Augenblick der Verwirrung verstecken sich Inez und Cherubino in den Schränken, und Susanna legt Cherubino den Mantel und den Hut an.
Szene 8. Wütend darüber, dass das Zimmer verschlossen war, betritt Figaro das Zimmer und verlangt seinen Mantel, weil er den Notar holen will. Susanna versucht, ihn aufzuhalten. Kurz darauf treffen auch Graf und Gräfin ein (Sextett: „E così? Con chi ho parlato?“). Figaro ergreift den Mantel und den Hut und entdeckt erst Cherubino und dann auch Inez. Der Graf will von Cherubino endlich die Wahrheit erfahren, und so bleibt diesem nichts anderes übrig, also zu versichern, dass er geschworen habe, eine Unschuldige vor den Machenschaften eines Gauners zu schützen. Erst wenn dieses Ziel erreicht sei, könne er mehr sagen. Der Graf will davon nichts hören. Er wirft Cherubino und dessen Komplizin Susanna hinaus. Figaro ist begeistert, die drei Frauen aber verlieren den Mut.
Szene 9. Der Graf spricht Figaro sein volles Vertrauen aus und bittet ihn, schnellstmöglich den Notar zu holen.
Szene 10. Als Susanna mit ihrem gepackten Koffer das Schloss verlassen will, erinnert sich der Graf an seine einstigen Gefühle für sie und drückt ihr einen Beutel Geld in die Hand. Den weist sie zwar zurück, doch gibt sie vor, seine Leidenschaft zu erwidern. Sie kann daher als seine Geliebte im Schloss bleiben (Duett: „Tu lo volesti, ingrata“).
Galerie

Galerie – Bühnenbild von Alessandro Sanquirico

Szene 11. Bedienstete führen den Bräutigam Don Alvaro herein (Chor: „Signore… Si accomodi…“), und der Graf begrüßt ihn.
Szene 12. Die Gräfin und Inez kommen hinzu. Die beiden verhalten sich Don Alvaro gegenüber bewusst unhöflich, und Inez erklärt geradeheraus, dass sie einen anderen liebe und diese Hochzeit eine furchtbare Kette für sie wäre (Rondo: „Se generoso e nobile“). Dennoch steht der Graf zu seinem Wort, und Inez gibt scheinbar nach, bevor sie mit der Gräfin und den Bediensteten den Raum verlässt.
Szene 13. Der Graf versichert Don Alvaro, dass Inez ihn heiraten werde.
Szene 14. Figaro führt den Notar herein und bittet ihn, für einen Moment Platz zu nehmen, während er den Grafen holt. In der Zwischenzeit erscheint Plagio. Beide stöbern in ihren Papieren, sodass beide den jeweils anderen für einen Konkurrenten halten. Nach einem kurzen Streit wirft Plagio den Notar hinaus.
Szene 15. Als der Graf mit Don Alvaro eintrifft, halten die beiden Plagio für den Notar (Finale: „Siete voi che m’aspettate?“). Der verwirrt sie mit seiner Rede von den Charakteren seiner Komödie: der guten Mutter, der naiven störrischen Tochter und dem närrischen Vater, der seine Tochter unbedingt mit einem Schwindler verheiraten wolle. Der Graf und Don Alvaro, die sich in dieser Geschichte wiedererkennen, greifen Plagio an. Der beruft sich in seiner Not auf Figaro.
Szene 16. Der Graf und Don Alvaro werfen Figaro vor, sie vor dem Notar verleumdet zu haben. Figaro bemüht sich um Aufklärung. Glücklicherweise kehrt jetzt der echte Notar zurück.
Szene 17. Endlich scheint die Hochzeit stattfinden zu können. Die Bediensteten feiern das Paar, und auch die drei Frauen treffen ein. Der Notar beginnt mit seinem Vortrag.
Szene 18. Plötzlich erscheint Cherubino unverkleidet als Oberst, enthüllt Figaros Intrige und die wahre Identität Don Alvaros als Stallknecht Torribio und bittet den Grafen um die Hand seiner Tochter. Der Graf verbannt Figaro aus seiner Nähe und vereint das liebende Paar. Cherubino und die Frauen jubilieren. Auch Plagio ist höchst zufrieden mit dieser Entwicklung. Er hofft, dass das Publikum ihm dafür Beifall spenden werde („Finito é la commedia“).

## Werkgeschichte
Das Libretto von Michele Carafas Oper I due Figaro stammt von Felice Romani. Es basiert auf dem Theaterstück Les deux Figaro von Honoré-Francois Richaud, genannt „Martelly“ (1751–1817), das 1789 in Bordeaux uraufgeführt worden war und sich in Paris bis 1813 im Repertoire hielt. Es handelt sich um eine Fortsetzung von Pierre Augustin Caron de Beaumarchais’ bekannter Figaro-Trilogie. Vielleicht hatte Carafa dieses Stück während seiner dortigen Studienzeit gesehen und den Stoff Romani selbst vorgeschlagen. Es ist aber auch denkbar, dass Romani selbst die Idee hatte, mit diesem Werk die Tradition von Beaumarchais, Lorenzo Da Ponte, Mozart und Rossini fortzusetzen.:103 Romani straffte die ursprünglich fünfaktige Vorlage deutlich. Sein erster Akt enthält die wesentlichen Bestandteile ersten beiden Akte von Martellys Komödie sowie einige Anleihen des dritten und vierten Akts. Der zweite Akt besteht aus den Hauptereignissen des fünften Akts.:105
Die Uraufführung fand am 6. Juni 1820 im Teatro alla Scala in Mailand statt. Es sangen Gaetano Crivelli (Graf Almaviva), Elena Badoer (Gräfin), Elisabetta Ferron (Inez), Filippo Galli (Cherubino), Nicola De Grecis (Figaro), Fanny Eckerlin (Susanna), Giuseppe Binaghi (Torribio), Giuseppe Fioravanti (Plagio) und Paolo Rossignoli (Notar). Die Bühnenbilder gestaltete Alessandro Sanquirico. Das Orchester leitete der Konzertmeister Alessandro Rolla. Als Maestro al Cembalo fungierte Vincenzo Lavigna.
Die Oper wurde weder vom Publikum noch von der Kritik gut aufgenommen. Die Allgemeine musikalische Zeitung bemängelte besonders die übergroße Lautstärke des Orchesters, das sogar die Chöre überdeckte. Lediglich die Sänger Crivelli (Graf) und Eckerlin (Susanna) hätten Beifall erhalten.

„Ich komme auf die dritte Frühlings-Oper, welche I due Figaro betitelt, neu von Herrn Carafa componirt, und verwichenen Dienstag zum ersten Mahle aber mit ungünstigem Erfolge gegeben wurde. Hat es Rossini in der lärmenden und geräuschvollen Musik auch weit gebracht, so ist das alles noch eine Sonate auf der Mandoline, im Vergleich mit manchem Stücke unsrer neuen Oper. Carafa hat in der Introduction derselben das non plus ultra des grössten Lärmens erreicht, obschon zum Ganzen noch die Kanonen fehlen. Kein menschliches Ohr ist im Stande das Meer von Noten zu verfolgen, und gewisse Reuter’sche Kirchenstücke im geschwinden Tempo sind Adagios gegen die Stretta dieser Introduction. Schon dieses erste lange Stück der Oper ermattet das arme Orchester dergestalt, dass es wenige Kräfte mehr zur Execution der folgenden Stücke hat, und das Theater in einem Zustande verlässt, als hätte es das stärkste schweisstreibende Mittel eingenommen! – Was eigentlich den Sturz dieser Oper zur Folge hatte, ist theils jener unerhörte Lärm, bey welchem man sogar die Chöre nicht hört, grössten Theils aber der gänzliche Mangel neuer und schöner Melodien, an welchen Herr Carafa sonst eben nicht arm ist, und die ausserordentliche Länge der Musikstücke. Übrigens hören wir in dieser Oper, die in Spanien spielt, eine sehr grosse Menge Walzer, mehrere Canons und Variationen, die auch nicht viel sagen wollen. Carafa verunglückte auch vewichenen Carneval mit seiner Oper in Venedig, und es wäre bey unserm gegenwärtigen Mangel an Opern-Compositeurs sehr traurig, wenn auch er, der doch zu den bessern gehört, schon jetzt fertig seyn sollte. Crivelli hat sich in dieser Oper mit seiner Cavatina im ersten Act rauschenden Beyfall erworben, weil er wieder einmahl recht gut sang. Dlle. Ekerlin zeichnete sich in einem Duette mit demselben im zweyten Acte aus; beyde erhielten Beyfall. Die Feron’sche Partey meint, der Compositeur habe ihren Liebling in dieser, seinen neuen Oper wenig glänzen lassen. Armselige Ausflucht!“

Auch der Rezensent des Unterhaltungsblatts Der Sammler empfand dies so. Er kritisierte außerdem den Baukasten an Versatzstücken, aus dem sich Carafa offenbar bediente, fehlenden eigenen Charakter und Zusammenhang sowie die Überlänge vor allem des zweiten Akts. Man habe daher, um das Publikum zu besänftigen, einiges umgestellt und gekürzt und schließlich den ersten Akt mit anderen Stücken kombiniert.

„Endlich erfolgte die sehnsüchtig erwartete neue Buffa: i due Figaro, die jedoch ihrem Schöpfer Carafa wenig oder keine Ehre brachte. Dieser Tonsetzer hat wie gewisse andere Collegen das englische Manufaktursystem angenommen. Er hat eine Moderumpelkammer; daraus entlehnt er, dem Grundsatz über die Theilung der Arbeiten gemäß, theils eigene, theils fremde, wenn auch schon oft applicierte Coups, Sätze, Figuren, Coloraturen, oder wie man es sonst nennen will, und fertiget dann in einigen Wochen seine ganze Arbeit. Aber die Resultate der englischen und Carafa’schen Manufakturmethode stehen im ganz entgegengesetzten Verhältnisse: Die Producte der ersteren werden durch das System der Theilung der Arbeiten vollkommener und mindert sich ihr Erzeugungspreis; jene des letzteren hingegen werden immer schlechter, bleiben aber wenigstens bis jetzt noch immer etwas kostspielig. Vielleicht dürften seine Waaren künftig im Preise herabsinken. Macht Jemand, der nicht gewohnt ist, bloß an Form und Farbe sich zu ergötzen, einen Blick in den innern Bau, und die das Ganze begründenden Verhältnisse dieses musikalischen Werkes, so findet er sich sehr unbehaglich und unbefriedigt; es liegt nichts von allen dem darin, was die Tonkunst Kräftiges, Hohes, Liebliches, Rührendes darzustellen vermag. Carafa’s Musik ist ein buntes Gemische von italienischem, französischem, teutschem Styl, ohne eigentlichen Charakter und Zusammenhang; ungebührendes Orchestergeräusch bedeckt den Gesang, die Cadenzen sind immer dieselben; man muß nolens volens das musikalische Sensorium zu Hause lassen, und ein starkes Tommelfell mitbringen, um die jetzigen Opern dieses Meisters erträglich zu finden. – Also das Schicksal der Figaro’s war höchst zweydeutig; der erste Act sprach hin und wieder, meist aber nur der Sänger wegen, an, aber der zweyte machte durch seine Länge und Leere einen totalen Fiasco. Man schnitt, verengte und verrückte so viel möglich war, um den Sieg über die Ungunst des Publicums zu erringen. Carafa erreichte dadurch einiger Massen seinen Zweck, aber ungefähr auf die Art, wie jener bekannte General, welcher zu sagen pflegte: ‚noch einen solchen Sieg, und wir sind vollkommen geschlagen.’ Man gab daher den ersten Act wechselsweise mit dem ersten Acte der Gazza ladra, der Principessa oder mit der Adelina, aber immer nur um der Einlassung des Ballets willen. Sic itur ad astra!“

Sieben Jahre später arbeitete der Komponist Simon Leborne das Werk in eine dreiaktige Opéra-comique mit dem Titel Les deux Figaro um. Deren französischsprachiges Libretto verfasste Victor Tirpenne, der bei dieser Gelegenheit einen größeren Teil der von Romani gestrichenen Dialoge Martellys wieder einbaute.:108 Die Uraufführung fand mit geringem Erfolg am 22. August 1827 im Odéon-Theater in Paris statt, das zu dieser Zeit auch französische Fassungen von Rossinis Il barbiere di Siviglia und Mozarts Le nozze di Figaro spielte. Das Théâtre des Nouveautés zeigte zudem ein vom Komponisten Felice Blangini zusammengestelltes Beaumarchais-Pasticcio mit Musik von Mozart und Rossini.:100f
Die Partitur der Oper vermachte Carafa dem Conservatorio di Musica in Neapel.
Eine Wiederentdeckung gab es 2006 beim Festival Rossini in Wildbad. Ein Mitschnitt erschien auf DVD. Der Musikwissenschaftler Michael Wittmann nannte diese Oper nach dieser Produktion ein „veritables Meisterwerk“. 2014 gab es eine Produktion der Free Opera Company Zürich im Theater Rigiblick mit einer Inszenierung von Bruno Rauch.
Bis 1840 wurde Romanis Libretto noch mindestens vier weitere Male vertont: von Giovanni Panizza (Triest 1824), Dionisio Brogliardi (Barcelona 1825), Saverio Mercadante (Madrid 1835) und Giovanni Antonio Speranza (Turin 1839).:103 Mercadantes Fassung entstand bereits 1826. Die Uraufführung verzögerte sich jedoch aufgrund von Problemen mit der spanischen Zensur um neun Jahre. Außerdem musste Mercadante einige Änderungen im Sinne der alten Feudalordnung vornehmen. Der Graf entlarvt den Betrug Figaros darin persönlich, und dieser wird am Schluss auf Bitten Susannas begnadigt. Dennoch konnte diese Fassung nur privat gezeigt werden. Auch auf ein gedrucktes Libretto musste man verzichten. Die Partitur galt lange Zeit als verschollen. Mercadantes Oper wurde erst 2009 wiederentdeckt und 2011 beim Ravenna-Festival, bei den Salzburger Festspielen und im Teatro Real in Madrid wieder gezeigt. Während von den Vertonungen Panizzas und Brogliardis nur jeweils eine einzige Produktion bekannt ist, erwies sich die Fassung von Giovanni Antonio Speranza als äußerst erfolgreich. Sie wurde bis um 1850 in ganz Italien, aber auch in Lissabon, Valenzia, Barcelona und Odessa gespielt. Carafas I due Figaro teilt damit das Schicksal einiger weiterer seiner Opern, deren Sujet er quasi entdeckt hatte und die später in Fassungen anderer Komponisten zu großen Erfolgen wurden, beispielsweise seine Gabriella di Vergy in Form einer beliebten Vertonung von Saverio Mercadante sowie Donizettis Gabriella di Vergy, sein Masaniello in Aubers La muette de Portici und besonders Le nozze di Lammermoor in Donizettis Lucia di Lammermoor.:102

## Gestaltung
Die Musik orientiert sich überwiegend am Stil Gioachino Rossinis. Zusätzlich verfügte Carafa über alle Techniken der Neapolitanischen Schule des 18. Jahrhunderts. Zeitgenössische Rezensenten warfen ihm seine schematische Kompositionsweise vor (s. o.). Andererseits wies Michael Wittmann darauf hin, dass er „über eine Vielzahl unterschiedlicher Begleitmodelle für eingängige Melodien“ verfügte, um die „Personen und ihr Handeln durch unterschiedliche musikalische Stilhöhen zu charakterisieren“. Boris Kehrmann, Rezensent der Zeitschrift Opernwelt, erkannte im ersten Finale „subtile Anspielungen auf Mozarts ‚Figaro‘“.

## Aufnahmen
- 13./15. Juli 2006 – Brad Cohen (Dirigent), Stefano Vizioli (Regie), Matthias Müller (Bühne), Claudia Möbius (Kostüme), Kai Luczak (Licht), Württembergische Philharmonie Reutlingen, Chor des Conservatorio San Pietro a Majella von Neapel.
 Giorgio Trucco (Graf Almaviva), Rossella Bevacqua (Gräfin), Eunshil Kim (Inez), Simon Bailey (Cherubino), Carmine Monaco (Figaro), Cinzia Rizzone (Susanna), Giuseppe Fedeli (Torribio), Vittorio Prato (Plagio), Alessio D’Aniello (Notar).
 Video; live aus dem Kurhaus Bad Wildbad; vom Festival Rossini in Wildbad 2006.
 Bongiovanni AB 20015 (DVD).[18]